# Brohlbach (Mosel)
Der Brohlbach ist ein fast 20 Kilometer langer, linker Nebenfluss der Mosel in der östlichen Eifel, der im  rheinland-pfälzischen Landkreis Cochem-Zell verläuft.

## Name
1446 wird der Fluss als tuschen der Brüell erstmals schriftlich genannt. Der Name stammt vom althochdeutschen Wort broil für 'Aue, Brühl'.

## Geographie

### Verlauf
Der Brohlbach durchfließt die Verbandsgemeinden Kaisersesch und Cochem im Landkreis Cochem-Zell.
Die Quelle bei Düngenheim liegt 472 m ü. NHN.
Er fließt dann durch das Gebiet der Gemeinden Eulgem, Gamlen, Kaifenheim, Brachtendorf, Dünfus, Forst (Eifel) und Brohl. In Treis-Karden mündet er auf 82 m ü. NHN in die Mosel.
Der etwa 19,82 km lange Lauf des Brohlbachs endet ungefähr 393 Höhenmeter unterhalb seiner Quelle, er hat somit ein mittleres Sohlgefälle von circa 20 ‰.

### Einzugsgebiet und Zuflüsse
Der Brohlbach hat ein Einzugsgebiet von 35 km².
| Name                | GKZ       | Lage   | Länge in km | EZG in km² |
| ------------------- | --------- | ------ | ----------- | ---------- |
| Hinterbach          | 26952-12  | rechts | 001,6730    | 0002,5570  |
| Eulgemgraben        | 26952-132 | rechts | 000,4670    | 0000,6470  |
| Gamlerbach          | 26952-14  | rechts | 001,1760    | 0000,8230  |
| Entwässerungsgraben | 26952-152 | links0 | 000,3790    | 0000,4580  |
| Heimbach            | 26952-16  | rechts | 001,6000    | 0001,1890  |
| Kaifenheimer Bach   | 26952-2   | links0 | 000,9490    | 0001,6130  |
| Kerzbach            | 26952-4   | rechts | 002,5170    | 0002,6670  |
| Dünfuser Bach       | 26952-52  | rechts | 000,4330    | 0000,3920  |
| Brückbach           | 26952-6   | rechts | 002,1780    | 0002,6900  |
| Kreulsbach          | 26952-92  | links0 | 000,7020    | 0000,2540  |

Anmerkungen zur Tabelle
1. ↑  Gewässerkennzahl, in Deutschland die amtliche Fließgewässerkennziffer mit zur besseren Lesbarkeit eingefügtem Trenner hinter dem Präfix, das einheitlich für den allen gemeinsamen Vorfluter Brohlbach steht.

## Bilder

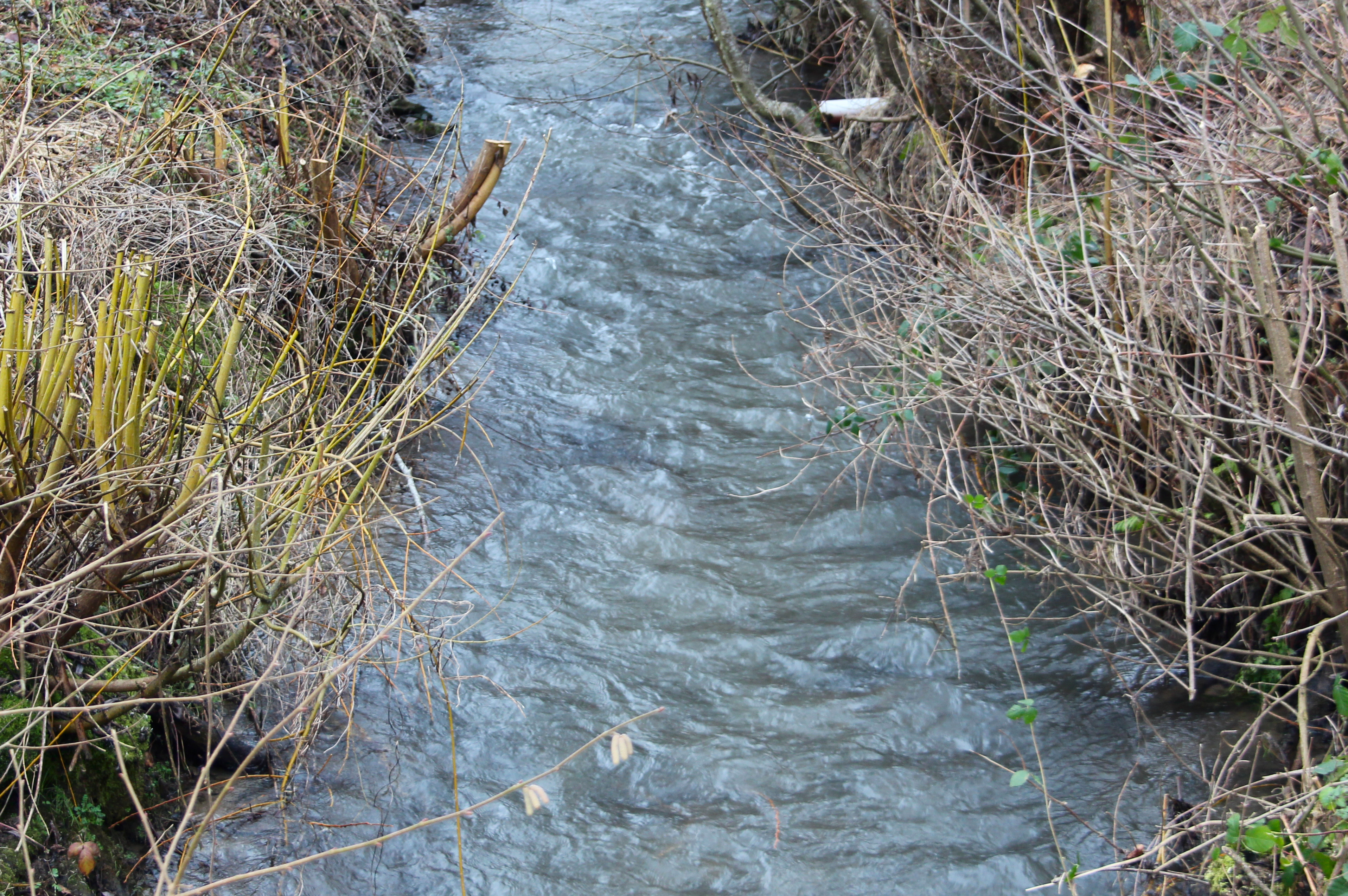
Der Brohlbach in Brohl
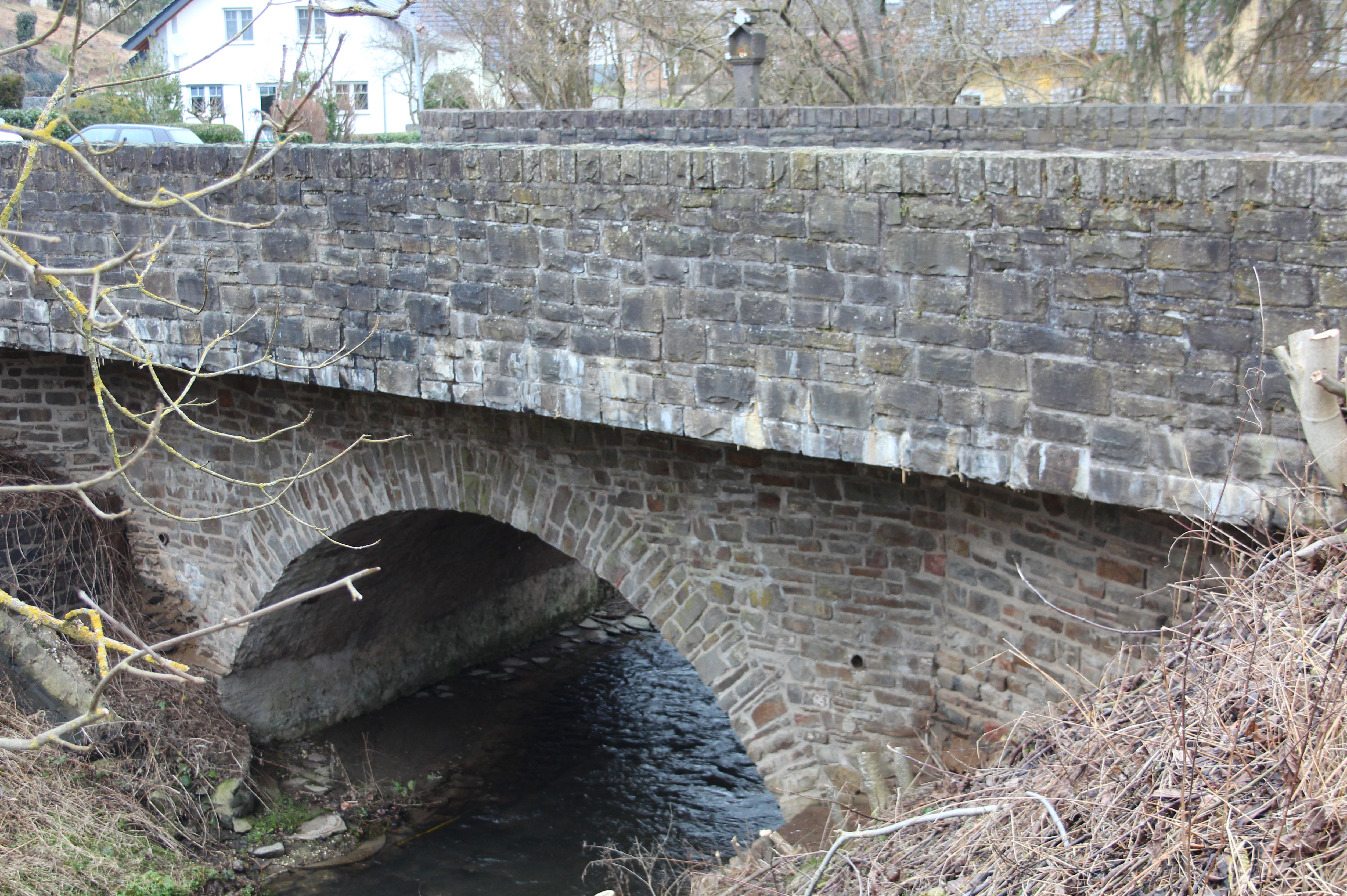
Die Brohlbachbrücke in Brohl mit dem Wegekreuz von 1666, Kulturdenkmal in Brohl
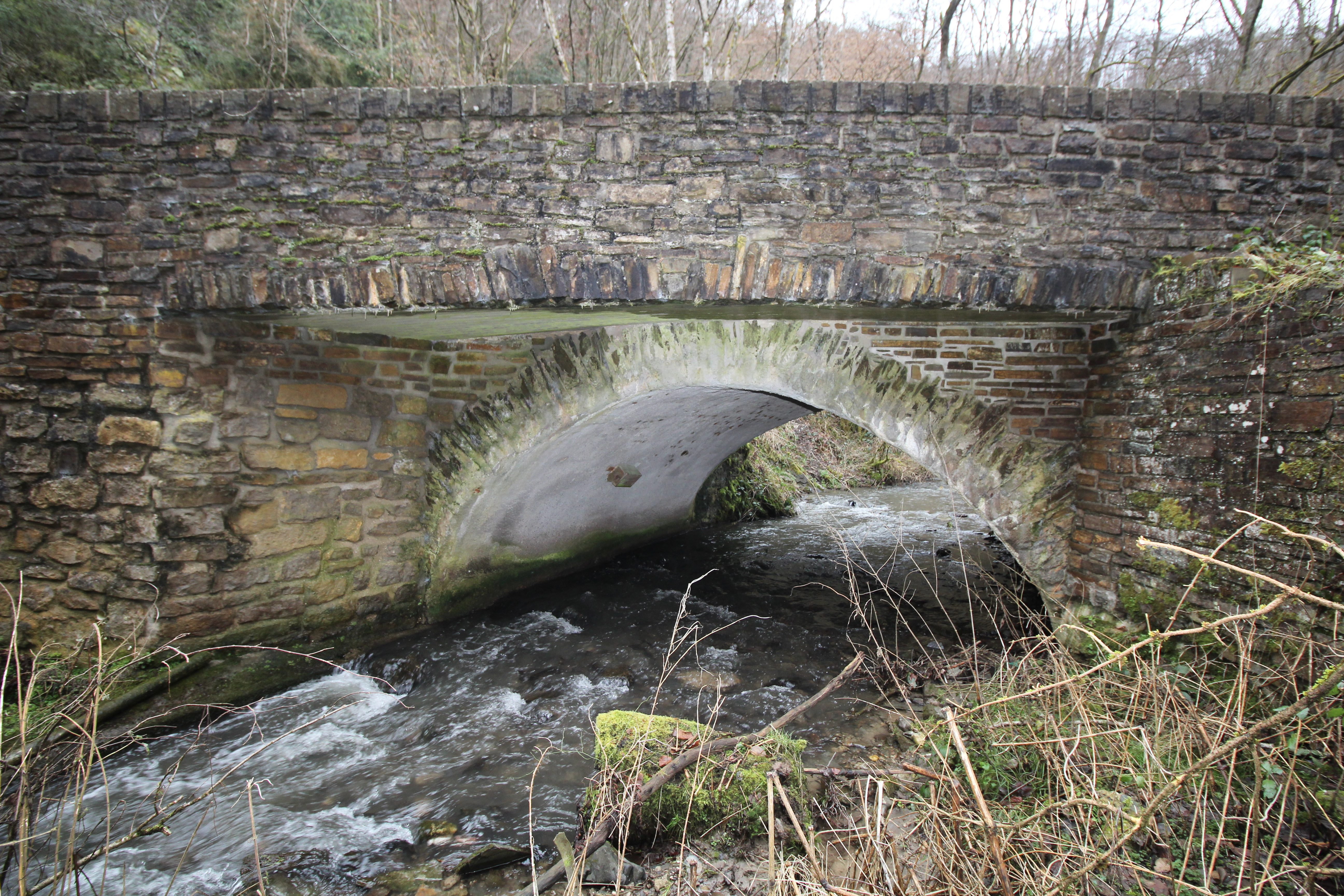
Die Brohlbachbrücke an der Gillesmühle von Karden
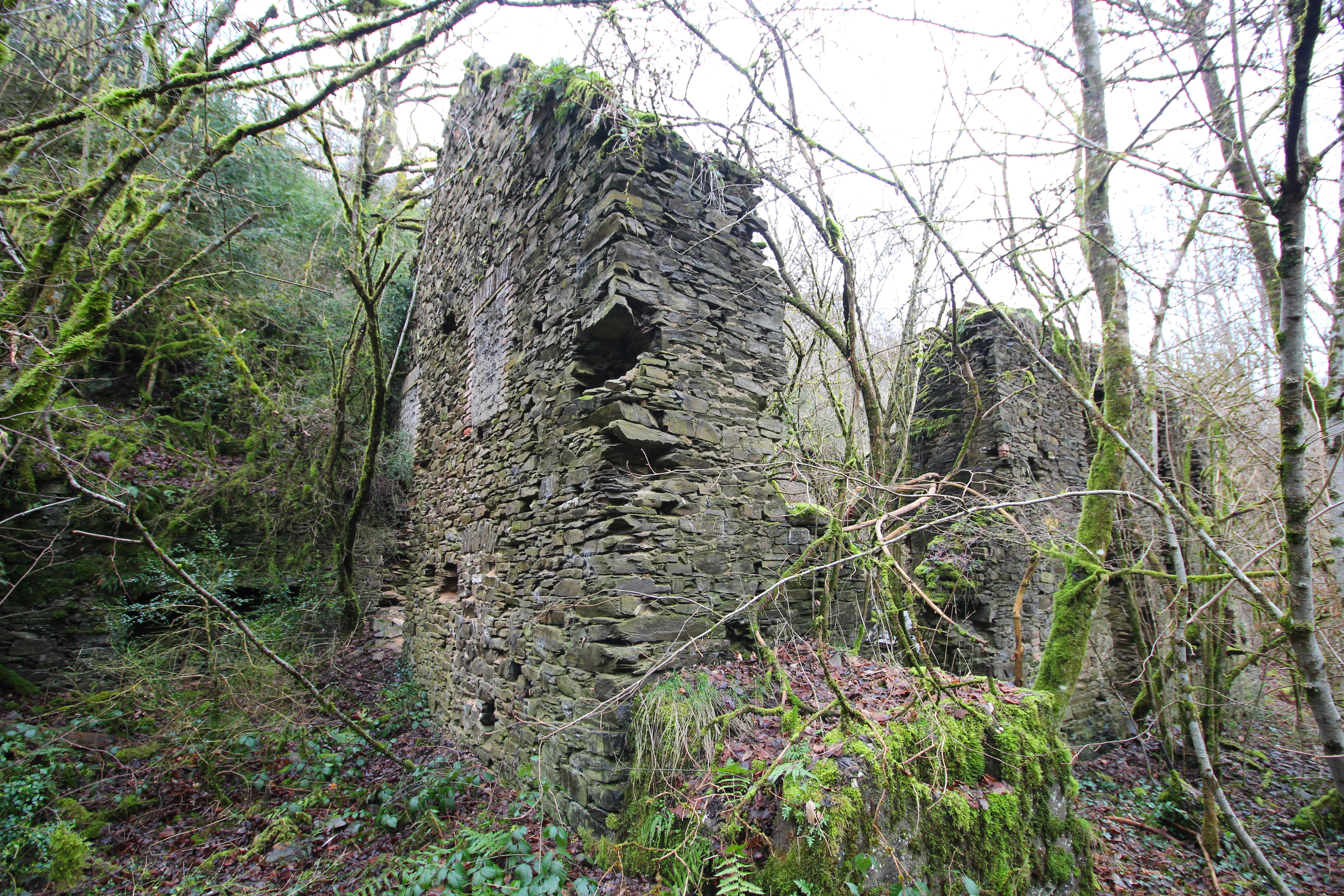
Die Ruinen der Gillesmühle
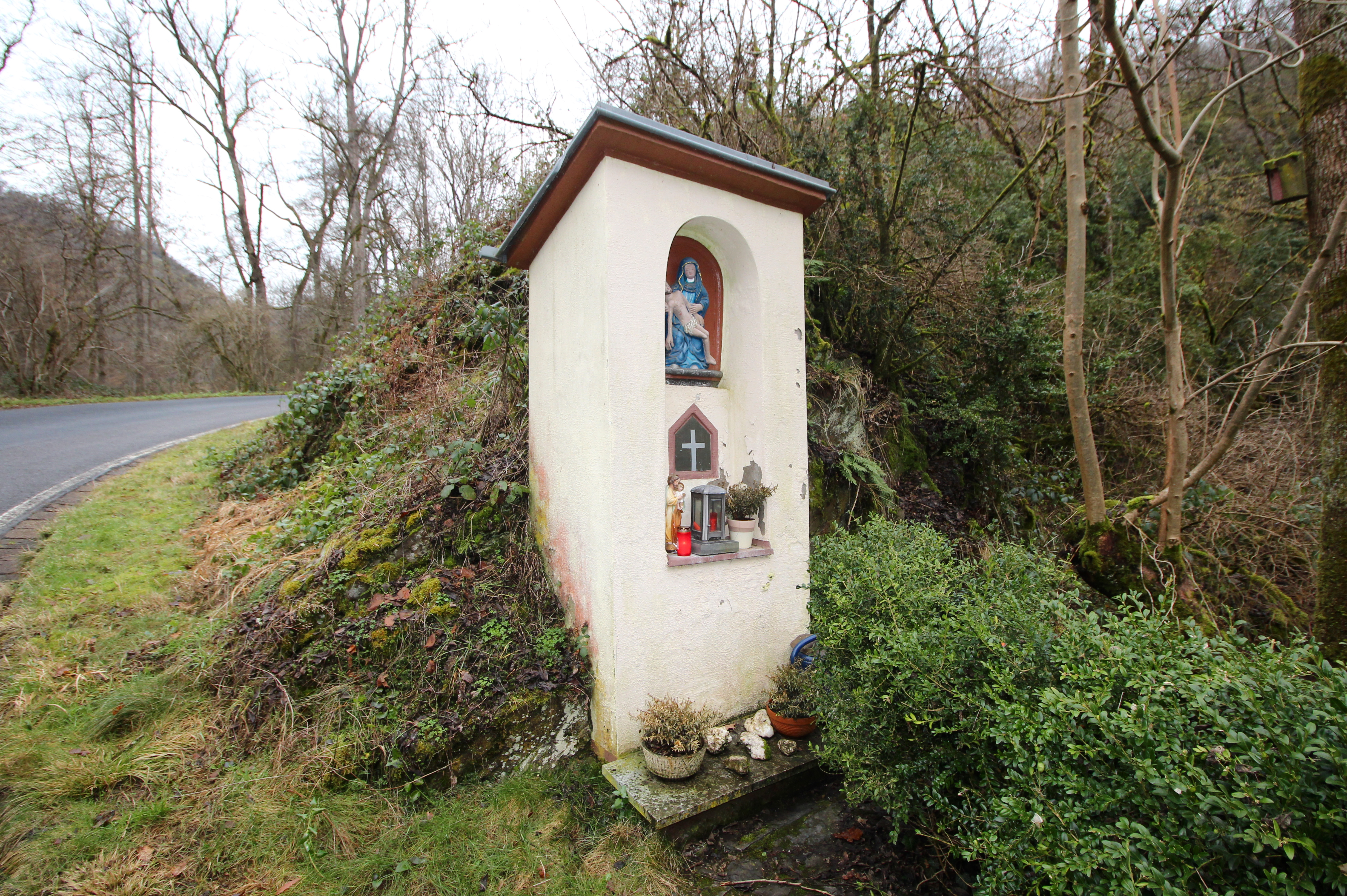
Der Bildstock an der Gillesmühle, Kulturdenkmal in Treis-Kardenl